# Безбогин, Георгий Константинович
Георгий Константинович Безбогин (18 апреля 1938, Рогачёв, Белорусская ССР — 25 сентября 2014, Краснодар, Россия) — советский футболист, вратарь; тренер. Заслуженный тренер РСФСР, заслуженный работник физической культуры России.

## Биография
Начинал играть в региональных соревнованиях за майкопские команды «Красная звезда» (1958) и «Труд» (1959—1960).
В первенстве СССР играл в классе «Б» (D2, 1961—1962), (D3, 1963—1966) в составе «Спутника» Калуга (1961—1964) и «Урожая» Майкоп (1965—1966). Завершил карьеру из-за тяжёлой травмы.
Окончил Смоленский государственный институт физкультуры.
Работал в «Урожае» (с 1969 — «Дружба») тренером (1965—1968, 1970—1974) и старшим тренером (1969, 1975—1979, 1984—1988).
Чемпион РСФСР (1969). Бронзовый призёр Спартакиады народов РСФСР (1978 — сборная Краснодарского края, составленная на базе «Дружбы»).
Начальник команды «Кубань» Краснодар (1981—1982), главный тренер клуба (1989—1990). Основатель и президент ФК «Колос» Краснодар (1990—1996)
Гостренер Спорткомитета СССР по Краснодарскому краю (1978—1980). Президент Краснодарской краевой федерации футбола (1997—2001). Президент межрегионального футбольного объединения «Кавказ». Член исполкома Всесоюзной федерации футбола и РФС.
Инициатор создания ФК «Краснодар-2000».
Награждён знаком Госкомспорта страны «За заслуги в развитии физической культуры и спорта в России», медалью РФС «За выдающийся вклад в развитие футбола».
Скончался 25 сентября 2014 года на 77-м году жизни.
18 апреля 2018 года в Краснодаре по адресу улица Ставропольская, дом 80 была установлена памятная доска, посвященная Безбогину.